# Ebershausen
Ebershausen er en kommune i Landkreis Günzburg i Regierungsbezirk Schwaben i den tyske delstat Bayern. Den er en del af Verwaltungsgemeinschaft Krumbach.

## Geografi
Ebershausen ligger i Region Donau-Iller.
Ud over Ebershausen ligger landsbyerne Seifertshofen og Waltenberg i kommunen.